# Тимашев, Михаил Александрович
Михаи́л Никола́евич Ти́машев (20 октября 1905, д. Елкибаево, ныне Алнашский район, Удмуртия — 20 ноября 1937) — удмуртский драматург, прозаик, театральный деятель.

## Биография
Родился в деревне Елкибаево ныне Алнашского района Удмуртской Республики в семье крестьян. Окончил земскую школу, курсы учителей в Елабуге, Можгинский педагогический техникум.
Работал учителем, был инспектором и заведующим Можгинским уездным отделом народного образования. В 1928 году был избран председателем Центрального удмуртского клуба, в 1930—1932 годах возглавлял Удмуртский театральный техникум в Ижевске.
Был членом Всеудмуртской ассоциации революционных писателей (ВУАРП) и Удмуртской ассоциации пролетарских писателей (УдАПП). Входил в состав редколлегии литературно-художественного и общественно-политического журнала «Кенеш».

## Конец жизни
На прошедшей в 1930 году 1-й конференции ВУАРП Михаил Тимашев поддержал «Платформу шести», выступившую с критикой в адрес руководства этой организации.
В марте 1932 года Тимашев был арестован по так называемому «делу СОФИН» и осуждён к 10 годам исправительно-трудовых лагерей. Отбывал наказание в Мааринском и Норильском лагерях НКВД. 20 ноября 1937 года был расстрелян. Реабилитирован в 1956 году. Место захоронения неизвестно.